# Ligne de Lunéville à Blâmont et à Badonviller
La ligne de Lunéville à Blâmont et à Badonviller constitua une ligne de chemin de fer d'intérêt local à voie métrique du département de Meurthe-et-Moselle, aboutissant à Lunéville et joignant cette ville aux deux terminus de Blâmont et de Badonviller.

## Chronologie
- 29 février 1908 : Concession de la ligne à la compagnie des chemins de fer départementaux de l'Aube et déclaration d'utilité publique
- 29 juin 1911 : Ouverture de la ligne
- Du 2 août 1914 au 1er février 1919 : utilisation exclusive par l'Armée
- 1er janvier 1921 : Rachat de la Ligne de Lunéville à Einville (exploitation commune)[6]
- 31 août 1942 : Fin du service voyageurs
- 14 septembre 1942 : Fermeture de la ligne
- 4 octobre 1943 : Déclassement

## Historique
En 1873, Paul Michaut, conseiller général de Baccarat demande l'étude d'une ligne ferroviaire pour relier Badonviller au chef-lieu de canton.
Après plusieurs projets modifiant les trajets, les arrêts, les ouvrages d'art et les raccordements, le projet définitif est enfin signé entre le département et la compagnie des chemins de fer de l'Aube en 1907. La ligne de chemin de fer de Lunéville à Blâmont et Badonviller est déclarée d'utilité publique le 29 février 1908.
La ligne est inaugurée, le 13 août 1911, par le ministre du commerce Augagneur accompagné du ministre Albert Lebrun. La gare de Lunéville est proche de la gare de l'Est de la ligne de Paris à Avricourt pour permettre les transferts des voyageurs et des marchandises. Le trafic de la ligne LBB fonctionnera jusqu'en 1942.
Elle dessert les communes de Chanteheux, Croismare, Marainviller, Thiébauménil, Manonviller, Bénaménil, Domjevin, Fréménil, Ogéviller, Herbéviller avec un embranchement vers Badonviller, Domèvre-sur-Vezouze, Verdenal et le terminus de Blâmont. Pour le second tronçon, elle dessert les communes de Mignéville, Montigny, Sainte-Pôle, Saint-Maurice et le terminus de Badonviller.

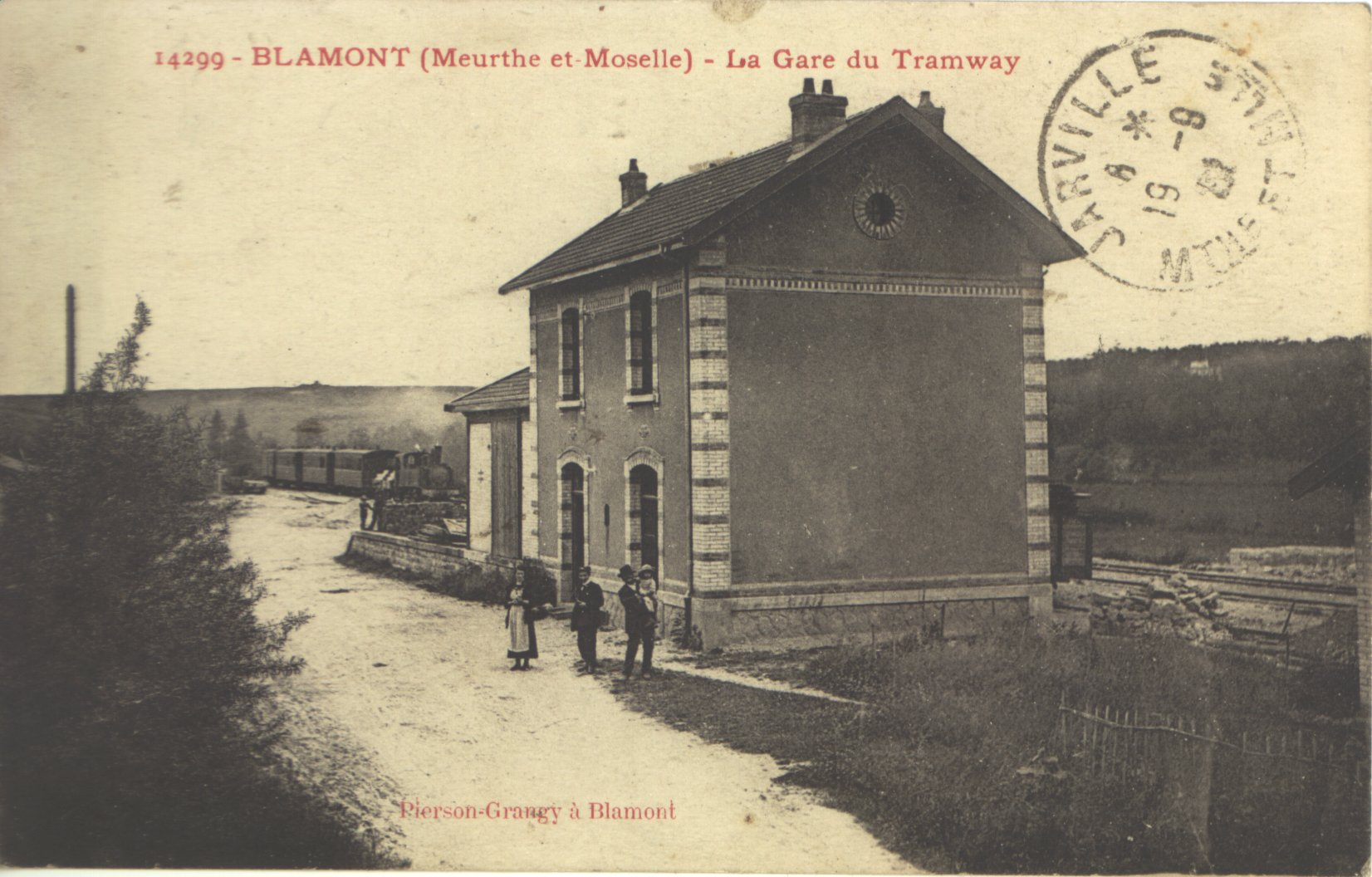
Gare de marchandises de Blâmont en 1911.
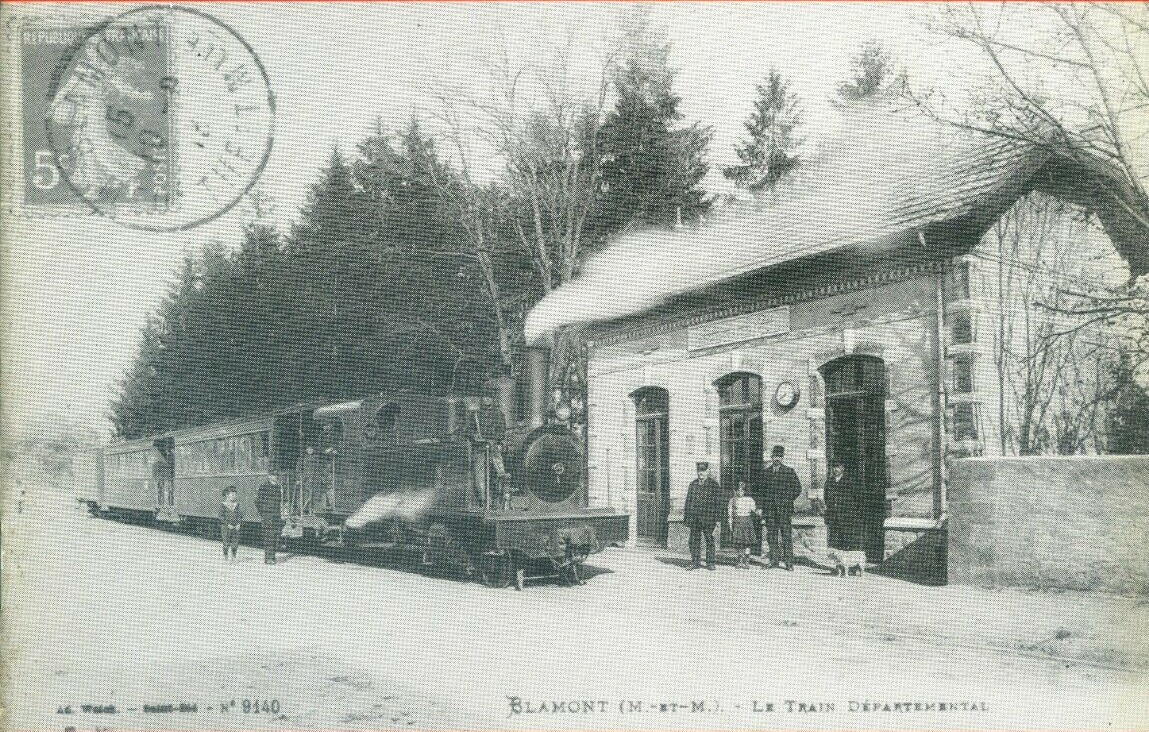
Halte de voyageurs de Blâmont en 1911.
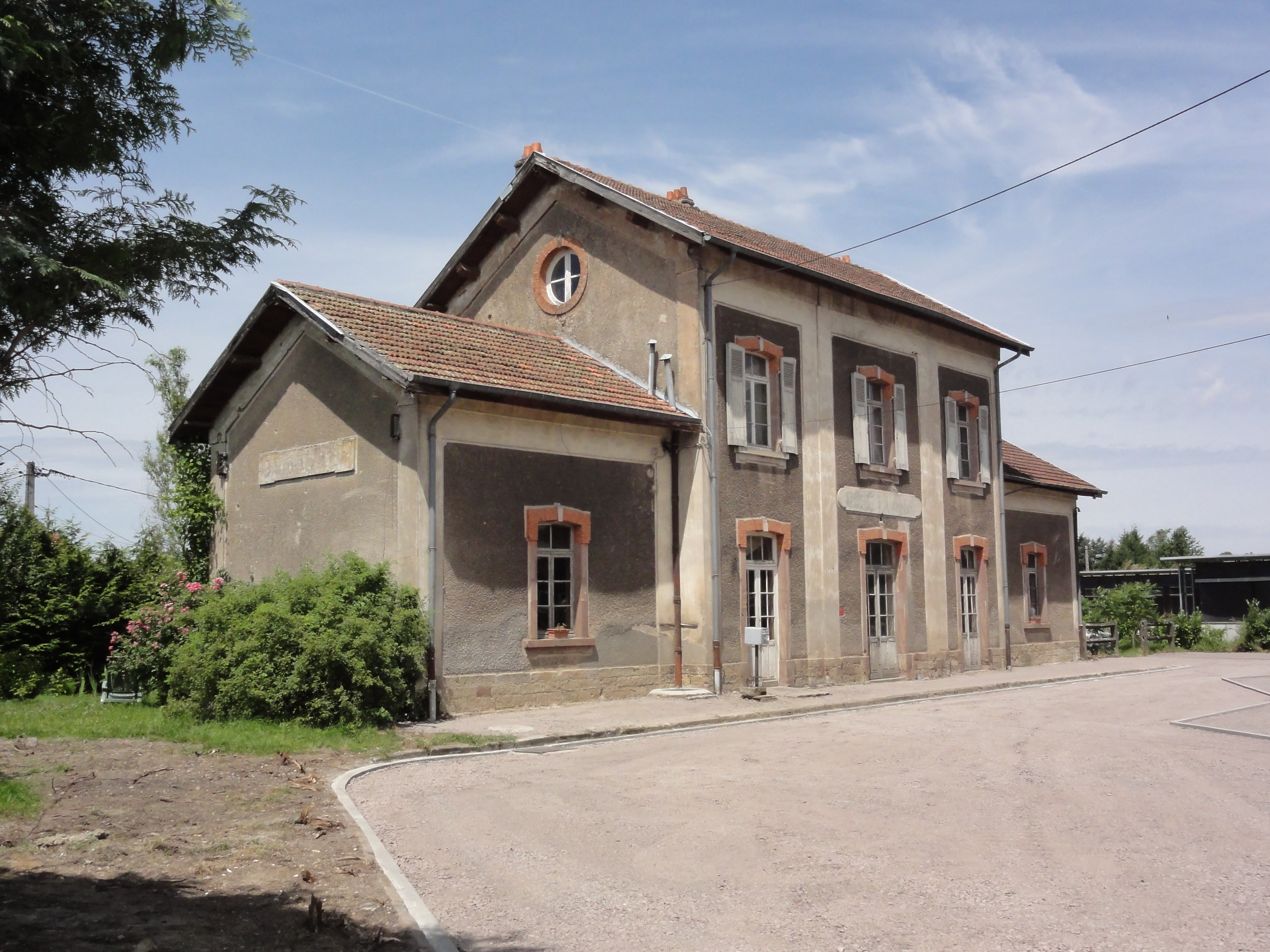
L'ancienne gare de marchandises de Badonviller en 2016.
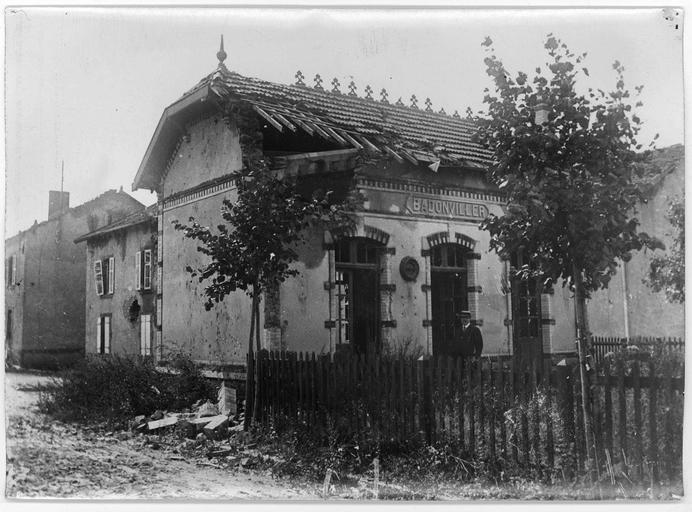
Petite gare de voyageurs de Badonviller en 1915.
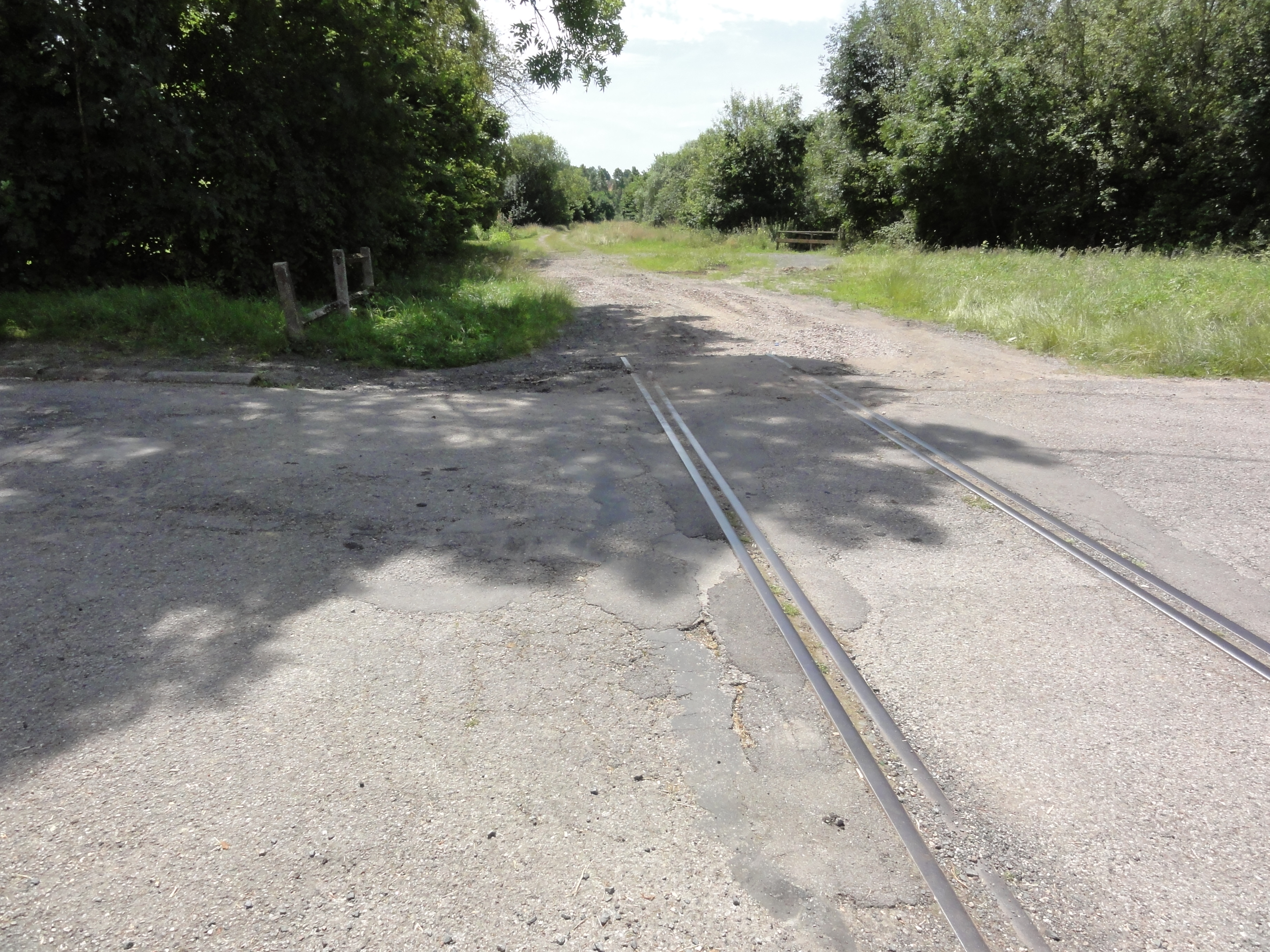
Bout de rails de l'ancien chemin de fer près de Badonviller.